# Force India VJM09
Force India VJM09 byl závodní vůz Formule 1 navržený společností Force India, aby mohl závodit v sezóně 2016. Vůz řídili Nico Hülkenberg a Sergio Pérez a používal hybridní pohonnou jednotku Mercedes PU106C.
Vůz VJM09 získal pozoruhodné pódium v Monaku, kde Pérez skončil třetí a Hülkenberg šestý. Bylo to poprvé, co tým dosáhl na pódium v Monaku v jakékoli podobě (tj. Jordan, Midland, Spyker nebo Force India). Pérez skončil třetí znovu o dva závody později v Baku při Grand Prix Evropy. Při Grand Prix Belgie se týmu podařilo získat své první dvojité umístění v první pětce od Grand Prix Bahrajnu v sezóně 2014. Hülkenberg skončil čtvrtý a Pérez pátý. Výsledkem bylo, že tým obsadil čtvrté místo v poháru konstruktérů před Williamsem, což bylo nejvyšší umístění v historii týmu.

## Kompletní výsledky ve Formuli 1
| Legenda k tabulce | Legenda k tabulce                                                                       |
| Barva             | Výsledek                                                                                |
| ----------------- | --------------------------------------------------------------------------------------- |
| Zlatá             | Vítěz                                                                                   |
| Stříbrná          | 2. místo                                                                                |
| Bronzová          | 3. místo                                                                                |
| Zelená            | Bodované umístění                                                                       |
| Modrá             | Nebodované umístění                                                                     |
| Modrá             | Dokončil neklasifikován (NC)                                                            |
| Fialová           | Odstoupil (Ret)                                                                         |
| Červená           | Nekvalifikoval se (DNQ)                                                                 |
| Červená           | Nepředkvalifikoval se (DNPQ)                                                            |
| Černá             | Diskvalifikován (DSQ)                                                                   |
| Bílá              | Nestartoval (DNS)                                                                       |
| Bílá              | Závod zrušen (C)                                                                        |
| Světle modrá      | Pouze trénoval (PO)                                                                     |
| Světle modrá      | Páteční testovací jezdec (TD)                                                           |
| Bez barvy         | Netrénoval (DNP)                                                                        |
| Bez barvy         | Vyřazen (EX)                                                                            |
| Bez barvy         | Nepřijel (DNA)                                                                          |
| Bez barvy         | Odvolal účast (WD)                                                                      |
| Bez barvy         | Nezúčastnil se (prázdné)                                                                |
| Označení          | Význam                                                                                  |
| Tučnost           | Pole position                                                                           |
| Kurzíva           | Nejrychlejší kolo                                                                       |
| †                 | Jezdec nedojel do cíle, ale byl klasifikován, protože odjel více než 90 % délky závodu. |
| ‡                 | Byl udělován poloviční počet bodů, protože bylo odjeto méně než 75 % délky závodu.      |
| Horní index       | Umístění bodujících jezdců ve sprintu                                                   |

| Rok  | Tým                | Motor                  | Pneumatiky | Jezdci          | 1   | 2   | 3   | 4   | 5   | 6   | 7   | 8   | 9   | 10  | 11  | 12  | 13  | 14  | 15  | 16  | 17  | 18  | 19  | 20  | 21  | Body | Umístění |
| ---- | ------------------ | ---------------------- | ---------- | --------------- | --- | --- | --- | --- | --- | --- | --- | --- | --- | --- | --- | --- | --- | --- | --- | --- | --- | --- | --- | --- | --- | ---- | -------- |
| 2016 | Sahara Force India | Mercedes PU106C Hybrid | P          |                 | AUS | BHR | CHN | RUS | ESP | MON | CAN | EUR | AUT | GBR | HUN | GER | BEL | ITA | SIN | MAL | JPN | USA | MEX | BRA | ABU | 173  | 4. místo |
| 2016 | Sahara Force India | Mercedes PU106C Hybrid | P          | Sergio Pérez    | 13  | 16  | 11  | 9   | 7   | 3   | 10  | 3   | 17† | 6   | 11  | 10  | 5   | 8   | 8   | 6   | 7   | 8   | 10  | 4   | 8   | 173  | 4. místo |
| 2016 | Sahara Force India | Mercedes PU106C Hybrid | P          | Nico Hülkenberg | 7   | 15  | 15  | Ret | Ret | 6   | 8   | 9   | 19† | 7   | 10  | 7   | 4   | 10  | Ret | 8   | 8   | Ret | 7   | 7   | 7   | 173  | 4. místo |